# Über das farbige Licht der Doppelsterne und einiger anderer Gestirne des Himmels

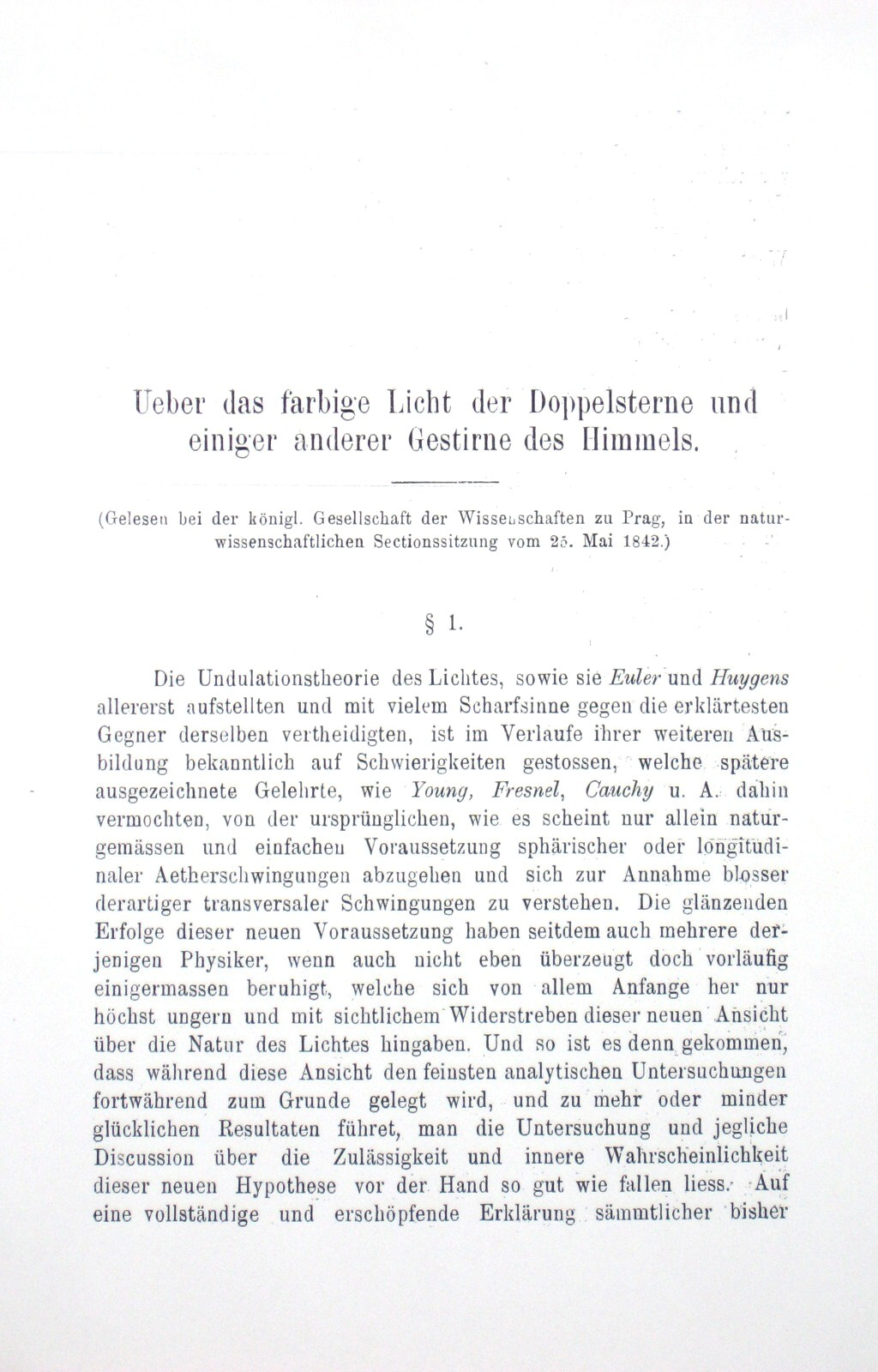
Paragraaf 1 van een druk uit 1903

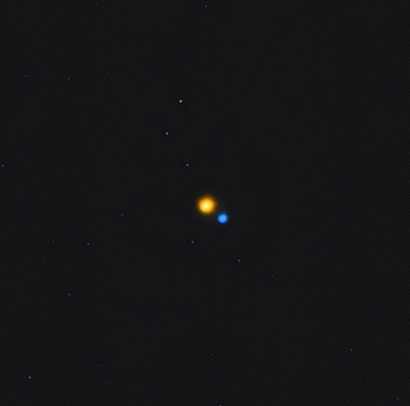
Albireo, een bekende gekleurde dubbelster. Vergelijk de kleur van andere sterren op deze site

Über das farbige Licht der Doppelsterne und einiger anderer Gestirne des Himmels is de verhandeling van Christian Doppler (1842) waarin hij zijn principe postuleert dat de waargenomen frequentie verandert als de bron of de waarnemer beweegt, wat later het dopplereffect is genoemd.

## Samenvatting
De titel Über das farbige Licht der Doppelsterne und einiger anderer Gestirne des Himmels - Versuch einer das Bradley'sche Aberrations-Theorem als integrirenden Theil in sich schliessenden allgemeineren Theorie (Over het gekleurde licht van dubbelsterren en enkele andere sterren van de hemel. Poging tot een algemene theorie die het aberratie-theorema van Bradley omvat) duidt het doel van de verhandeling aan: de hypothese van het dopplereffect beschrijven, de kleur van dubbelsterren ermee verklaren, en een relatie leggen met de aberratie van Bradley.
§ 1 Inleiding waarin Doppler memoreert dat licht een golf is, en dat er strijd is over de vraag of licht een transversale golf is, waarbij de etherdeeltjes loodrecht op de voortplantingsrichting trillen. Voorstanders achten dit idee nodig voor het verklaren van gepolariseerd licht, maar tegenstanders maken bezwaar wegens implicaties voor de ether. Doppler kiest geen partij, maar komt erop terug in § 6.
§ 2 Doppler merkt op dat kleur een manifestatie van de frequentie van de lichtgolf is, in het oog van de waarnemer. Hij formuleert zijn principe dat er een frequentieverschuiving optreedt als de bron of de waarnemer beweegt. Een schip dat tegen de golven in vaart ontmoet frequenter golven dan wanneer het met de golven meevaart. Voor geluid en licht geldt hetzelfde.
§ 3 Doppler leidt de formule af voor de frequentieverschuiving, in twee gevallen:
|    |                                                   | Formule Doppler  | Moderne notatie      |
| 1. | Waarnemer nadert stilstaande bron met snelheid vw | n/x = (a + αw)/a | f ' / f = (c+vw) / c |
| 2. | Bron nadert stilstaande waarnemer met snelheid vb | n/x = a/(a - αb) | f ' / f = c / (c-vb) |

§ 4 Doppler geeft theoretische voorbeelden van grote en kleine frequentieverschuivingen bij geluid:
| vw = −c      | f ' = 0       | frequentieverschuiving omlaag naar onhoorbare lage tonen     |
| vb = −c      | f ' / f = 0,5 | frequentieverschuiving omlaag met 1 octaaf, blijft hoorbaar. |
| vw = +c      | f ' / f = ∞   | frequentieverschuiving omhoog naar onhoorbare hoge tonen     |
| vw = 40 m/s  | C naar D      | muzieknoot C verschuift naar D.                              |
| vw = 5,4 m/s | kwartnoot     | drempel voor beste waarnemers met absoluut gehoor            |

§ 5 Doppler geeft theoretische voorbeelden van grote en kleine frequentieverschuivingen bij licht, afkomstig van sterren. Snelheden worden uitgedrukt in Meilen/s, de afgeronde lichtsnelheid is 42000 Meilen/s. Doppler meent dat de grenzen van zichtbaar licht 458 THz (extreem rood) en 727 THz (extreem violet) zijn, dat het door sterren uitgezonden spectrum precies tussen deze grenzen ligt (behalve de infrarode sterren van § 8), en dat de kleur van het door sterren uitgezonden licht wit is.
| Meilen/s    | km/s   | f ' / f      | |
| vb = −19000 | 141000 | 458 / 727    | verschuiving van extreem violet naar extreem rood, en van overige kleuren naar onzichtbare gebied voorbij extreem rood                                                                           |
| vb = −5007  | 37200  | 458 / ?      | verschuiving van geel naar extreem rood |
| vb = −1700  | 12600  | 458 / ?      | verschuiving van rood naar extreem rood |
| vb = −33    | 244    | 458 / 458,37 | drempel voor visueel waarnemen van kleurverandering verschuiving van rood naar eerstvolgende roodtint witte ster die nadert krijgt groene tint witte ster die zich verwijdert krijgt oranje tint |

§ 6 Doppler resumeert:
- De natuurlijke kleur van sterren is wit of lichtgeel.
- Een witte ster die nadert met toenemende snelheid doorloopt de volgende kleuren: wit - groen - blauw - violet - onzichtbaar.
- Een witte ster die zich verwijdert met toenemende snelheid doorloopt de volgende kleuren: wit - geel - oranje - rood - onzichtbaar.

Doppler wenst dat zijn frequentieverschuivingstheorie geverifieerd gaat worden bij sterren waarvan astronomen de radiële snelheid op een andere manier kunnen bepalen. Hij meent, zonder reden, dat een bevestiging van zijn theorie tevens bewijs zou zijn dat licht geen transversale maar longitudinale golf is.
§ 7 Doppler meent dat zijn theorie vooral relevant is voor dubbelsterren. Over de vaste sterren zegt hij dat ze stilstaan en ongeveer wit zijn. In een dubbelster zijn grotere snelheden denkbaar vanwege de baanbeweging, en ze lijken kleurrijk. Doppler verdeelt de dubbelsterren in twee groepen: (1) dubbelsterren van ongelijke helderheid; en (2) dubbelsterren van gelijke helderheid. Zijn interpretatie is: bij geval (1) is de helderste de zwaarste; bij geval (2) draaien ze om elkaar, of om een zware donkere derde. In geval (2) zijn de kleuren bijna altijd complementair. Doppler sluit uit dat de rijke complementaire kleuren van dubbelsterren slechts contrastillusies zijn, omdat een astronoom waargenomen zou hebben dat het afdekken van de ene ster niets verandert aan de kleurindruk van de andere ster. Doppler ziet een bevestiging in het feit dat veel dubbelsterren in de catalogus van Struve een andere kleuraanduiding kregen dan in de oudere catalogus van Herschel, hij beschouwt dat als teken dat de baanbeweging is gevorderd.
§ 8 Doppler noemt twee groepen veranderlijke sterren die volgens hem geduid moeten worden als dubbelsterren met dopplereffect. Dit zijn de in de titel genoemde 'andere sterren':
- Periodiek veranderlijke sterren die elke cyclus relatief korte tijd rood opvlammen en de overige tijd onzichtbaar zijn. Volgens Doppler zijn dit dubbelsterren. De ster is normaal onzichtbaar omdat hij van nature geen wit maar infrarood licht uitstraalt. In het baangedeelte waar de snelheid van de ster in de richting van de aarde maximaal is, verschuift de op aarde waargenomen frequentie van infrarood naar zichtbaar rood.
- 'Nieuwe sterren' (met name twee supernova's, de ster van Brahe van 1572, en de ster van Kepler van 1604), die helder wit opvlamden, via geel naar rood verkleurden en daarna onzichtbaar werden. Volgens Doppler zijn dit dubbelsterren, met extreme hoge snelheid en lange periode.[19] Doppler schaart Sirius, de helderste ster van de hemel, onder deze groep omdat sommige teksten uit de oudheid hem rood noemen, terwijl hij nu wit is.[20]

§ 9 Doppler constateert dat de baansnelheid van de aarde (4,7 Meilen/s) te laag is (<33 Meilen/s) om visueel waarneembare kleurveranderingen te veroorzaken. Hij noemt twee factoren die kunnen leiden tot hoge baansnelheden in een dubbelster:
- Centrale ster veel zwaarder dan de zon. Sterren met een gewicht van een miljoen zonnemassa's lijken hem plausibel.[21]
- Elliptische baan met kleine periheliumafstand[22] (<1 AE).

Hij acht het plausibel dat er dubbelsterren zijn met een periheliumsnelheid die zelfs groter wordt dan de lichtsnelheid. De astronoom Littrow zou geopperd hebben dat de periheliumsnelheid van de dubbelster γ Virgo de lichtsnelheid benadert.
§ 10 Doppler resumeert alle verschijnselen die zijn theorie verklaart, en meent dat zijn speculaties zoveel verklaren dat het wel waar moet zijn. Hij voegt er nog enkele speculaties aan toe:
- Dubbelsterren zullen geen constante kleur hebben, ze zullen periodiek een bepaalde kleurverandering ondergaan.
- De sterren van § 8, die plotseling (in slechts een paar uur tijd) zichtbaar worden en daarna geleidelijk uitdoven en dan jaren onzichtbaar zijn, zijn dubbelsterren met een sterk elliptische baan en een hoge periheliumsnelheid. Als de aarde de ellipsbaan ziet onder een scheve hoek dan kan de ster sneller verschijnen dan verdwijnen.
- Periodevariaties van sommige veranderlijke sterren, zoals Mira (periode varieert volgens Doppler tussen 328 en 335 dagen), zijn het resultaat van de baanbeweging van de aarde.

§ 11 Slotwoord: Doppler verwacht dat zijn frequentieverschuivingstheorie geaccepteerd zal worden, omdat vergelijkbare aberraties die afhangen van v/c (die van Rømer en van Bradley) ook geaccepteerd zijn. Of de experts zijn speculaties over de kleur van dubbelsterren aanvaarden als bewijs wacht hij af. In ieder geval verwacht hij dat zijn principe gebruikt zal gaan worden voor het bepalen van de snelheid van verre sterren.